# Acartia tonsa
Acartia tonsa är en kräftdjursart som beskrevs av James Dwight Dana 1849. Acartia tonsa ingår i släktet Acartia och familjen Acartiidae. Arten är reproducerande i Sverige. Inga underarter finns listade i Catalogue of Life.